# Goniogryllus potamini
Goniogryllus potamini är en insektsart som beskrevs av Bei-bienko 1956. Goniogryllus potamini ingår i släktet Goniogryllus och familjen syrsor. Inga underarter finns listade i Catalogue of Life.